# Momoko Tsugunaga
Momoko Tsugunaga (嗣永桃子, Tsugunaga Momoko), née le 6 mars 1992 dans la préfecture de Chiba, est une idole japonaise, chanteuse de J-pop avec le groupe Berryz Kōbō au sein du Hello! Project (H!P).

## Biographie
Sa carrière débute en 2002 quand elle passe avec succès l'audition pour la création du Hello! Project Kids. Elle est en fin d'année l’héroïne du film Koinu Dan no Monogatari, entourée de ses collègues. Elle participe d'abord aux groupes temporaires ZYX en 2003 et H.P. All Stars en 2004, puis forme Berryz Kōbō en 2004, dont elle est nommée sub-leader (sous-chef). En parallèle, elle participe au sous-groupe Buono! à partir de 2007, dont elle est nommée leader, et avec qui elle chante les génériques de la série anime Shugo Chara.
Elle est réputée faire partie des meilleures danseuses du H!P, avec Saki Shimizu, Megumi Murakami (ex-C-ute) et Saki Nakajima (C-ute). Petite, elle semble cependant être la membre de Berryz Kōbō la plus forte physiquement. Elle est très proche de ses collègues Miyabi Natsuyaki, Yurina Kumai, Airi Suzuki, Saki Shimizu, et Maasa Sudō, désignant cette dernière comme étant son modèle au sein du H!P. Elle dit qu'elle aimerait être la fille la plus mignonne du Japon, et a créé pour se faire un geste chorégraphique appelé yurushite nyan très populaire chez ses fans, au point qu'une chanson qu'elle interprète en solo lui est consacré sur le single Cha Cha Sing en 2012.
Berryz Kobo annonce en août 2014 la suspension de ses activités (hiatus) pour un durée indéterminée après une tournée au printemps 2015. En novembre 2014 est relancé un ancien groupe du Hello! Project, Country Musume, avec de nouveaux membres ; ce groupe est renommé Country Girls, et Momoko Tsugunaga en est officiellement nommée membre spéciale en tant que playing manager.
Le 5 novembre 2016, Momochi annonce qu'elle quittera le groupe d’idoles et le Hello! Project le 30 juin 2017. Elle a déclaré qu'elle allait se retirer de l'industrie du divertissement pour travailler dans le domaine de l'éducation, après avoir obtenu en 2012 une licence pour être enseignante en école primaire ou maternelle.
Son autre groupe Buono! se sépare après 10 ans de carrière musicale le 22 mai 2017. 
Momoko Tsugunaga est officiellement diplômée de Country Girls et du H!P le 30 juin 2017 après 15 ans d'ancienneté au sein du H!P, deux jours après la sortie d'un premier et unique album solo pour célébrer son départ.

## Groupes
Au sein du Hello! Project
- Hello! Project Kids (2002-2015) en pause
- ZYX (2003)
- Berryz Kōbō (2004-2015) (sub-leader) en pause
- H.P. All Stars (2004)
- Hello! Project Shirogumi (2005)
- Wonderful Hearts (2006–2009)
- Buono! (2007-2017) (leader)
- ZYX-α (2009)
- Ganbarou Nippon Ai wa Katsu Singers (2011)
- Bekimasu (2011)
- Hello! Project Mobekimasu (2011)
- Country Girls (2014-2017)

## Discographie

### En solo
Album
- 21 juin 2017 : Tsugunaga Momoko Idol 15 Shūnen Kinen Album ♡Arigatou Otomomochi♡ (triple album contenant un CD de reprises en solo, un CD d'inédits de Country Girls, et un CD "best of")

### Avec Berryz Kōbō
Albums
- 7 juillet 2004 : 1st Chō Berryz
- 16 novembre 2005 : Dai 2 Seichōki
- 7 décembre 2005 : Special! Best Mini ~2.5 Maime no Kare~ (mini-album)
- 5 juillet 2006 : 3 Natsu Natsu Mini Berryz (mini-album)
- 1er août 2007 : 4th Ai no Nanchara Shisū
- 10 septembre 2008 : 5 (FIVE)
- 14 janvier 2009 : Berryz Kōbō Special Best Vol.1
- 31 mars 2010 : 6th Otakebi Album
- 30 mars 2011 : 7 Berryz Times
- 22 février 2012 : Ai no Album 8
- 30 janvier 2013 : Berryz Mansion 9 Kai
- 26 février 2014 : Berryz Kōbō Special Best Vol.2
- 21 janvier 2015 : Kanjuku Berryz Kōbō The Final Completion Box

Singles
- 3 mars 2004 : Anata Nashi de wa Ikite Yukenai
- 28 avril 2004 : Fighting Pose wa Date ja nai!
- 26 mai 2004 : Piriri to Yukō!
- 25 août 2004 : Happiness ~Kōfuku Kangei!~
- 10 novembre 2004 : Koi no Jubaku
- 30 mars 2005 : Special Generation
- 8 juin 2005 : Nanchū Koi wo Yatterū You Know?
- 3 août 2005 : 21ji Made no Cinderella
- 23 novembre 2005 : Gag 100 Kaibun Aishite Kudasai
- 29 mars 2006 : Jiriri Kiteru
- 2 août 2006 : Waracchaō yo Boyfriend
- 6 décembre 2006 : Munasawagi Scarlet
- 7 mars 2007 : Very Beauty
- 27 juin 2007 : Kokuhaku no Funsui Hiroba
- 28 novembre 2007 : Tsukiatteru no ni Kataomoi
- 12 mars 2008 : Dschinghis Khan
- 9 juillet 2008 : Yuke Yuke Monkey Dance
- 5 novembre 2008 : Madayade
- 11 mars 2009 : Dakishimete Dakishimete
- 3 juin 2009 : Seishun Bus Guide / Rival
- 11 novembre 2009 : Watashi no Mirai no Danna-sama / Ryūsei Boy
- 3 mars 2010 : Otakebi Boy Wao! / Tomodachi wa Tomodachi Nanda!
- 14 juillet 2010 : Maji Bomber!!
- 10 novembre 2010 : Shining Power
- 2 mars 2011 : Heroine ni Narō ka!
- 8 juin 2011 : Ai no Dangan
- 10 août 2011 : Aa, Yo ga Akeru
- 21 mars 2012 : Be Genki -Naseba Naru!-
- 25 juillet 2012 : Cha Cha Sing
- 19 décembre 2012 : Want!
- 13 mars 2013 : Asian Celebration
- 19 juin 2013 : Golden Chinatown / Sayonara Usotsuki no Watashi
- 2 octobre 2013 : Motto Zutto Issho ni Itakatta / Rock Erotic
- 19 février 2014 : Otona na no yo! / Ichi-Oku San-senman so Diet Oukoku
- 4 juin 2014 : Ai wa Itsumo Kimi no Naka ni / Futsū, Idol 10nen Yatterannai Desho!?
- 11 novembre 2014 : Towa no Uta / Romance wo Katatte

### Avec Buono!
Albums
- 20 février 2008 : Café Buono!
- 11 février 2009 : Buono! 2
- 10 février 2010 : We Are Buono!
- 10 août 2010 : The Best Buono!
- 10 août 2011 : Partenza
- 12 février 2012 : Paris Collection
- 22 août 2012 : Sherbet

Singles
- 31 octobre 2007 : Honto no Jibun
- 6 février 2008 : Renai Rider
- 14 mai 2008 : Kiss! Kiss! Kiss!
- 20 août 2008 : Gachinko de Ikō!
- 12 novembre 2008 : Rottara Rottara
- 21 janvier 2009 : co・no・mi・chi
- 29 avril 2009 : My Boy
- 26 août 2009 : Take it Easy!
- 16 décembre 2009 : Bravo Bravo
- 3 février 2010 : Our Songs
- 2 février 2011 : Zassō no Uta
- 20 juillet 2011 : Natsu Dakara!
- 18 janvier 2012 : Hatsukoi Cider / Deep Mind
- 21 septembre 2016 : So La Ti Do ~Nee Nee~ / Rock no Seichi

### Avec Country Girls
Singles
- 25 mars 2015 : Itōshikutte Gomen ne / Koi Dorobō
- 5 août 2015 : Wakatteiru no ni gomen ne / Tamerai Summertime
- 9 mars 2016 : Boogie Woogie Love / Koi wa Magnet / Ranrarun ~Anata ni Muchū~
- 28 septembre 2016 : Dō Datte Ii no / Namida no Request
- 8 février 2017 : Good Boy Bad Girl / Peanut Butter Jelly Love

### Autres participations
Singles
- 6 août 2003 : Iku ZYX! Fly High (avec ZYX)
- 10 décembre 2003 : Shiroi Tokyo (avec ZYX)
- 1er décembre 2004 : All for One & One for All! (avec H.P. All Stars)
- 22 juin 2011 : Ai wa Katsu (avec Ganbarou Nippon Ai wa Katsu Singers)
- 6 août 2011 : Makeru na Wasshoi! (avec Bekimasu), sortie limitée et ré-éditée le 21 décembre 2011
- 16 novembre 2011 : Busu ni Naranai Tetsugaku (avec Hello! Project Mobekimasu)

Autres chansons
- 15 juillet 2009 : Mirai Yosōzu II (Chanpuru 1 ~Happy Marriage Song Cover Shū~) du Hello! Project avec ZYX-α

## Filmographie
Films
- 2002 : Koinu Dan no Monogatari (仔犬ダンの物語) (Morishita Mao)
- 2004 : Promise Land ~Clovers no Daibouken~ (Promise Land ~クローバーズの大冒険~)
- 2011 : Ousama Game (王様ゲーム) (Imoto Yuuko)
- 2011 : Gomennasai (ゴメンナサイ) (Sonoda Shiori)

Dramas
- 2012  : Suugaku♥Joshi Gakuen (数学♥女子学園)

Internet
- 2008– : DogaDoga7 (ドガドガ7)
- 2011 : Michishige Sayumi no "Mobekimasutte Nani??" (道重さゆみの『モベキマスってなに？？』)

## Divers
DVD
- 3 décembre 2008 : momo only.
- 9 septembre 2009 : momo ok.
- 17 octobre 2010 : Momochi DVD Zukan
- 5 mars 2011 : Momo Play♡ (ももプレ♡)
- 24 décembre 2011 : Momo Play 2 ~Yoru mo Uzai ne~ (ももプレ2 〜夜もうざいね〜)
- 25 avril 2012 : Momochi Hatachi (ももち はたち)
- 21 juin 2017 : off momochi in Okinawa (おふももち in 沖縄)

Programmes
- 2002–2007 : Hello! Morning (ハロー! モーニング)
- 2007–2008 : Haromoni@ (ハロモニ@)
- 2008 : Berikyuu! (ベリキュー!)
- 2008–2009 : Yorosen! (よろセン!)
- 2010–2011 : Bijo Gaku (美女学)
- 2011–2012 : HELLOPRO! TIME (ハロプロ！ＴＩＭＥ)
- 2011– : Kaette Kita Berryz Kamen! (帰ってきたBerryz仮面!)
- 2012– : Hello! SATOYAMA Life (ハロー！ＳＡＴＯＹＡＭＡライフ)

MV
- 2003 : Fujimoto Miki - Boogie Train '03 (back dancer)

Photobooks
- 19 juin 2007 : momo
- 19 mars 2008 : momo16
- 21 novembre 2008 : Momo no Mi
- 21 août 2009 : momochiiii
- 24 mars 2010 : Hello! Project BEST SHOT!! (avec Erina Mano, Risako Sugaya, Airi Suzuki, Maimi Yajima)
- 20 octobre 2010 : Momochi Zukan (ももち図鑑)
- 6 mars 2012 : Hatachi Momochi (はたち ももち)
- 22 juin 2013 : Nyan Nyan no Hi (にゃんにゃんの日)
- 6 mars 2017 : Momochi (ももち)

Radio
- 2004–2009 : Berryz Kobo Kiritsu! Rei! Chakuseki! (Berryz工房 起立! 礼! 着席!)
- 2009– : Momoko no Puripuri Princess (桃子のぷりぷりプリンセス)